# Eurytoma atripes
Eurytoma atripes är en stekelart som beskrevs av Charles Joseph Gahan 1933. Eurytoma atripes ingår i släktet Eurytoma och familjen kragglanssteklar.
Artens utbredningsområde är Marocko. Inga underarter finns listade i Catalogue of Life.